# Colonia Virgen de la Esperanza
La Colonia Virgen de la Esperanza es un barrio que se emplaza en el distrito de Hortaleza, en Madrid, España.

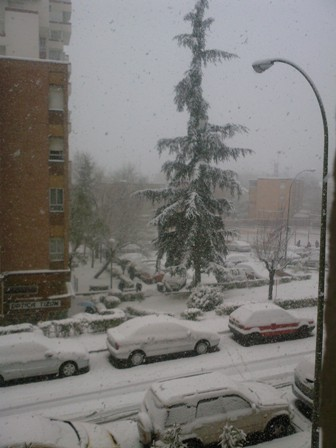
Esta fotografía pertenece a las calles Calanda y Andorra, en la nieve.

## Nombre de sus calles
Está formada por cuatro calles, las cuatro con nombres tomados de otras tantas localidades de la provincia de Teruel, en Aragón. Las cuatro calles son la calle de Andorra, la calle de Calanda, la calle de Alcorisa y la calle de Utrillas. En la calle Andorra se encuentra la boca de metro de la Estación de Esperanza, de la Línea 4 del Metro de Madrid.
La colonia se construyó con su propia parroquia, llamada de la Virgen de la Nueva. La parroquia se encuentra en el cruce de las cuatro calles de la colonia.
La colonia está delimitada al norte por la carretera de Canillas, al oeste por la calle de Gomeznarro, al sur por la calle de Silvano y al este por la avenida de Machupichu.

## Curiosidades
Esta colonia se caracteriza por tener dos tipos de edificios. El bloque de pisos de ladrillo visto, de cuatro pisos de altura cada uno, y las torres de pisos de color blanco, con dieciséis pisos cada una. Entre los bloques y las torres, hay multitud de áreas de jardín, y los pasos entre edificios son peatonales.

## Servicios
El barrio posee un sistema de calefacción central urbana para todos sus edificios, siendo de los pocos barrios en España que cuentan con este sistema. La calefacción se alimenta en la actualidad de gas natural a través de una acometida adecuada al consumo de las 5 calderas que componen la instalación. En el proyecto original el sistema se alimentaba mediante gasoil, lo que originaba contaminación en la zona ya que cada una de las cinco calderas tiene una potencia aproximada de 5 millones de kilocalorías. En  el año 2013 se acometió el cambio total de la central térmica sustituyendo todos los elementos (calderas, bombas control del sistema, cuadros eléctricos tuberías chimeneas de evacuación de gases, ventilación, todo ello actualizado a las nuevas tecnologías). La central que es subterránea está situada en el centro del barrio, desde donde se lleva a los edificios mediante un sistema ramificado de tuberías y galerías subterráneas, que conectan a subcentrales y subestaciones de distribución situadas estratégicamente en toda la colonia. 
Además el barrio cuenta con cuatro grandes aparcamientos subterráneos (más de 170 plazas cada uno) para residentes construidos durante los años noventa, para paliar en parte el problema de aparcamiento de la zona.